# Hesketh 308
Pour les articles homonymes, voir Hesketh 308C et Hesketh (homonymie).
Chronologie des modèles (1974-1975)
Hesketh 308C
La Hesketh 308 est une monoplace de Formule 1 dessinée par l'ingénieur britannique Harvey Postlethwaite et engagée par l'écurie Hesketh Racing en 1974 et 1975.

## Historique
La Hesketh 308 est créée en vue de remplacer le vieillissant châssis March 731 utilisé par Hesketh en 1973. Elle est propulsée par un Ford Cosworth DFV.
En 1974, James Hunt accumule les abandons sur casses mais, en fin de saison, monte à deux reprises sur le podium, en Autriche et aux États-Unis et permet à son équipe de finir sixième du championnat des constructeurs.
L'année suivante en 1975, la carrosserie est revue et les radiateurs repositionnés. La voiture devient plus compétitive et Hunt remporte un Grand Prix aux Pays-Bas, devant la Ferrari 312 T de Niki Lauda.
Lord Hesketh ne pouvant plus couvrir les besoins de son équipe, non-sponsorisée, Hunt part chez McLaren Racing à la fin de la saison 1975.

## Résultats en championnat du monde

### Écurie officielle Hesketh

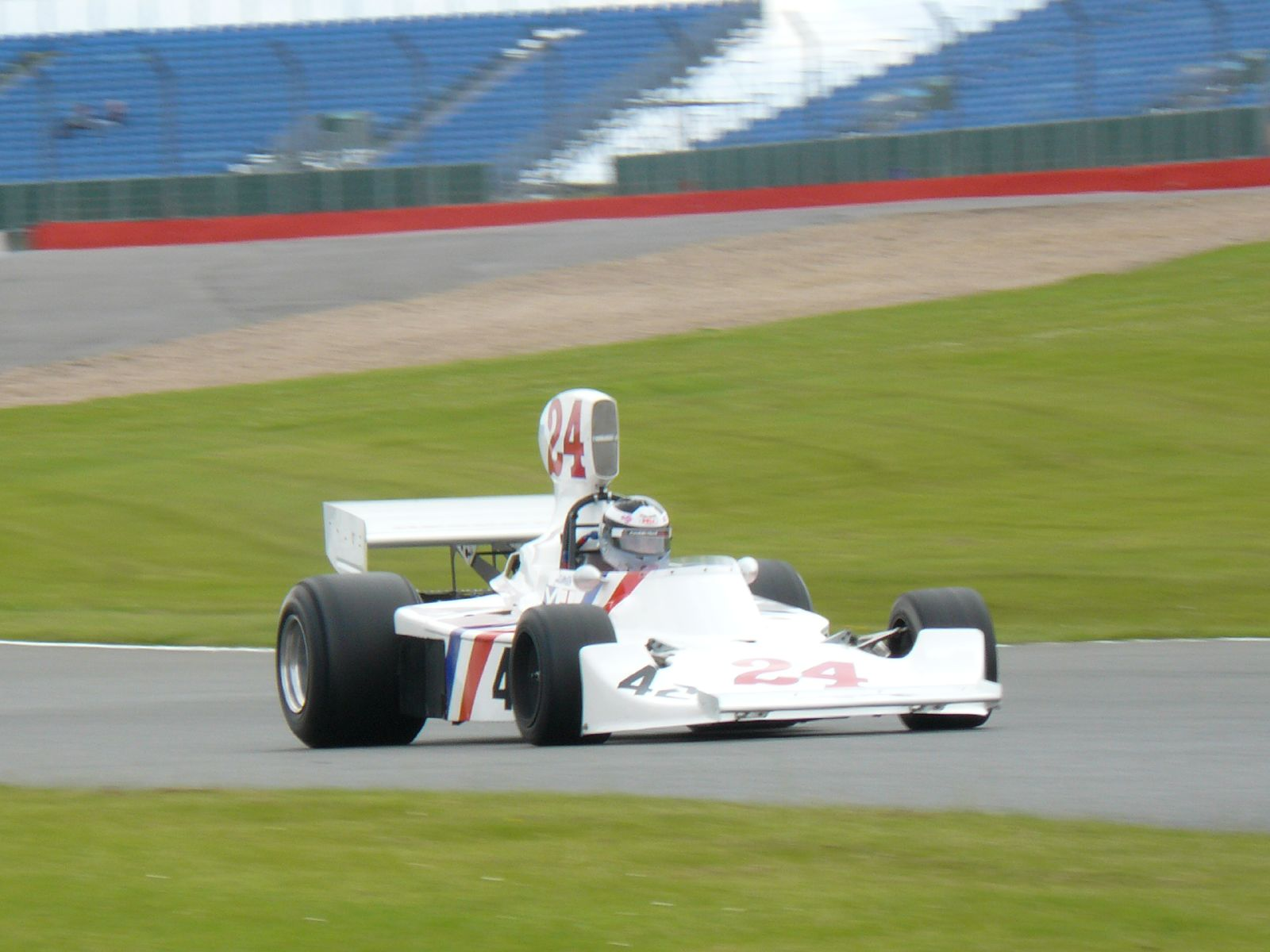
La Hesketh 308 de James Hunt pilotée par son fils Freddie Hunt à Silverstone en 2007.

| Saison | Écurie         | Moteur               | Pneumatiques       | Pilotes       | Courses | Courses | Courses | Courses | Courses | Courses | Courses | Courses | Courses | Courses | Courses | Courses | Courses | Courses | Courses | Points inscrits | Classement |
| Saison | Écurie         | Moteur               | Pneumatiques       | Pilotes       | 1       | 2       | 3       | 4       | 5       | 6       | 7       | 8       | 9       | 10      | 11      | 12      | 13      | 14      | 15      | Points inscrits | Classement |
| ------ | -------------- | -------------------- | ------------------ | ------------- | ------- | ------- | ------- | ------- | ------- | ------- | ------- | ------- | ------- | ------- | ------- | ------- | ------- | ------- | ------- | --------------- | ---------- |
| 1974   | Hesketh Racing | Ford-Cosworth DFV V8 | Firestone Goodyear |               | ARG     | BRÉ     | AFS     | ESP     | BEL     | MON     | SUÈ     | P-B     | FRA     | GBR     | ALL     | AUT     | ITA     | CAN     | USA     | 15              | 6e         |
| 1974   | Hesketh Racing | Ford-Cosworth DFV V8 | Firestone Goodyear | James Hunt    |         |         | Abd     | 10e     | Abd     | Abd     | 3e      | Abd     | Abd     | Abd     | Abd     | 3e      | Abd     | 4e      | 3e      | 15              | 6e         |
| 1974   | Hesketh Racing | Ford-Cosworth DFV V8 | Firestone Goodyear | Ian Scheckter |         |         |         |         |         |         |         |         |         |         |         | Nq      |         |         |         | 15              | 6e         |
| 1975   | Hesketh Racing | Ford-Cosworth DFV V8 | Goodyear           |               | ARG     | BRÉ     | AFS     | ESP     | MON     | BEL     | SUÈ     | P-B     | FRA     | GBR     | ALL     | AUT     | ITA     | USA     |         | 33              | 4e         |
| 1975   | Hesketh Racing | Ford-Cosworth DFV V8 | Goodyear           | James Hunt    | 2e      | 6e      | Abd     | Abd     | Abd     | Abd     | Abd     | 1re     | 2e      | 4e      | Abd     | 2e      |         |         |         | 33              | 4e         |
| 1975   | Hesketh Racing | Ford-Cosworth DFV V8 | Goodyear           | Brett Lunger  |         |         |         |         |         |         |         |         |         |         |         | 13e     | 10e     | Abd     |         | 33              | 4e         |

- 5 points ont été marqués avec la Hesketh 308C en 1975.

### Écuries privées
| Saison | Écurie                           | Moteur        | Pneumatiques | Pilotes      | Courses | Courses | Courses | Courses | Courses | Courses | Courses | Courses | Courses | Courses | Courses | Courses | Courses | Courses |
| Saison | Écurie                           | Moteur        | Pneumatiques | Pilotes      | 1       | 2       | 3       | 4       | 5       | 6       | 7       | 8       | 9       | 10      | 11      | 12      | 13      | 14      |
| ------ | -------------------------------- | ------------- | ------------ | ------------ | ------- | ------- | ------- | ------- | ------- | ------- | ------- | ------- | ------- | ------- | ------- | ------- | ------- | ------- |
| 1975   |                                  |               |              |              | ARG     | BRÉ     | AFS     | ESP     | MON     | BEL     | SUÈ     | P-B     | FRA     | GBR     | ALL     | AUT     | ITA     | USA     |
| 1975   | Custom Made Harry Stiller Racing | Ford-Cosworth | Goodyear     | Alan Jones   |         |         |         | Abd     | Abd     | Abd     | 11e     |         |         |         |         |         |         |         |
| 1975   | Polar Caravans                   | Ford-Cosworth | Goodyear     | Torsten Palm |         |         |         |         | Nq      |         | 10e     |         |         |         |         |         |         |         |
| 1975   | Wartsteiner Brewery              | Ford-Cosworth | Goodyear     | Harald Ertl  |         |         |         |         |         |         |         |         |         |         | 8e      | Abd     | 9e      |         |

Légende : ici 